# David L. Wagner
David L. Wagner (n. 1956) este un entomolog și profesor de ecologie și biologie evoluționară la Universitatea din Connecticut⁠(d). Este autorul lucrării Caterpillars of Eastern North America (din engleză Omizile din estul Americii de Nord), considerată ca fiind un ghid de autoritate în studiul omizilor. De asemenea, el este consilier în Departamentul de Protecție a Mediului⁠(d) din Connecticut.
Domeniile sale de interes includ sistematica și biologia insectelor, biosistematica lepidopterelor și conservarea nevertebratelor. A făcut doctoratul la Universitatea din California, Berkeley.

## Lucrări
- Caterpillars of Eastern North America : A Guide to Identification and Natural History. Princeton, NJ : Princeton University Press, 2005. ISBN: 0-691-12143-5 (cl. : alk. paper) ISBN: 0-691-12144-3 (pb. : alk. paper)

## Premii și distincții
- 2006: National Outdoor Book Award⁠(d) (categoria „Ghiduri ale naturii”), pentru Caterpillars of Eastern North America